# Bayliner

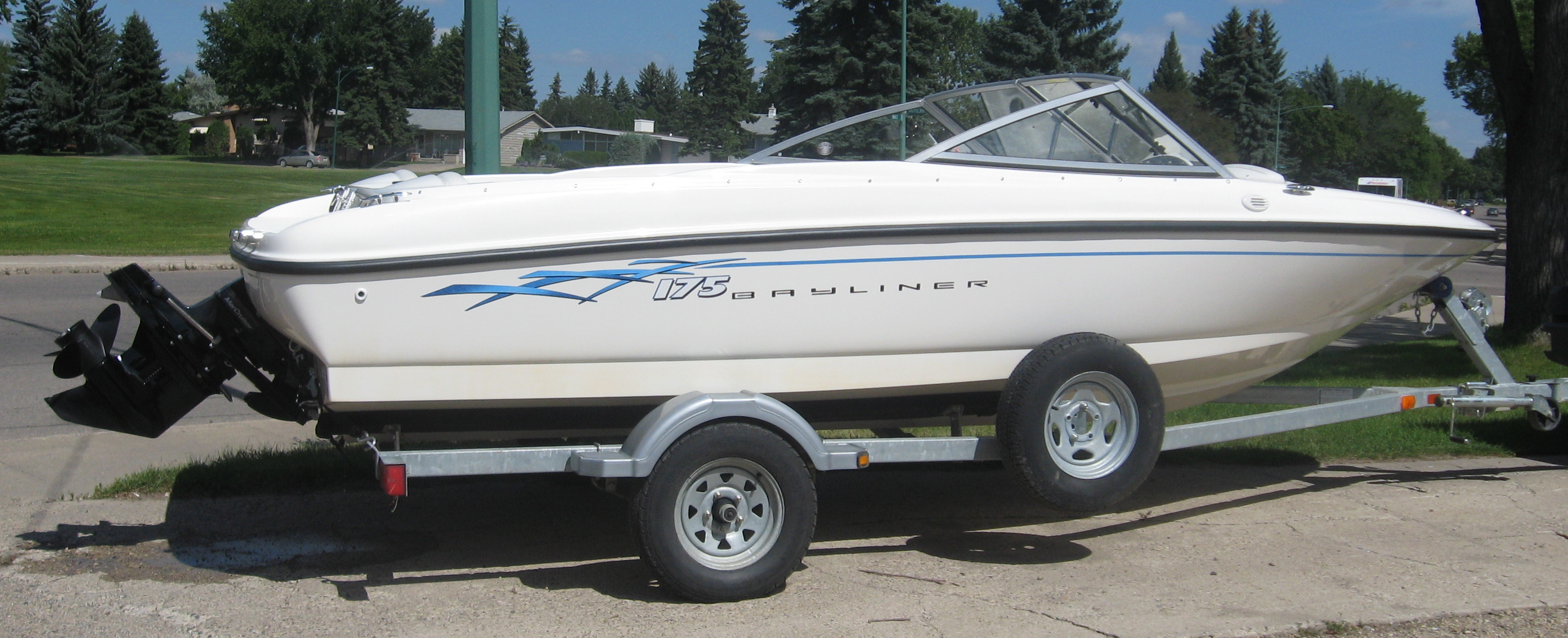
Bayliner 175

Bayliner tillverkar motorbåtar och etablerades för över 45 år sedan. Företaget är en del av Brunswick corporation.
Bayliner båtar tillverkas på följande orter:
- Roseburg, Oregon, USA
- Pipestone, Minnesota, USA
- Cumberland, Maryland, USA
- Reynosa, Mexiko